# Cascade des Brochaux
La cascade des Brochaux est une chute d'eau du massif du Chablais, située en Haute-Savoie, sur la commune de Montriond. La cascade est alimentée par la Dranse de Montriond, qui afflue la Dranse de Morzine et passe par le lac de Montriond.

## Géographie
La cascade des Brochaux se situe dans la vallée d'Aulps du massif du Chablais. Rattachée à la commune de Montriond, elle se situe à moins de 2 km de la frontière avec la Suisse. Elle comporte plusieurs sauts de hauteur pluri-métrique, pour une taille totale de 30 m.